# 高木正人
高木正人（日语：／ Takaki Masato，1966年8月4日—），日本男子帆船运动员。他曾代表日本参加1994年和1998年亚洲运动会帆船比赛，获得一枚金牌和一枚银牌。他也曾参加1996年和2004年夏季奥林匹克运动会。